# Dino Compagni
Dino Compagni (Firenze, 1246/1247 – Firenze, 26 febbraio 1324) è stato un politico, scrittore, storico e mercante italiano.

## Biografia

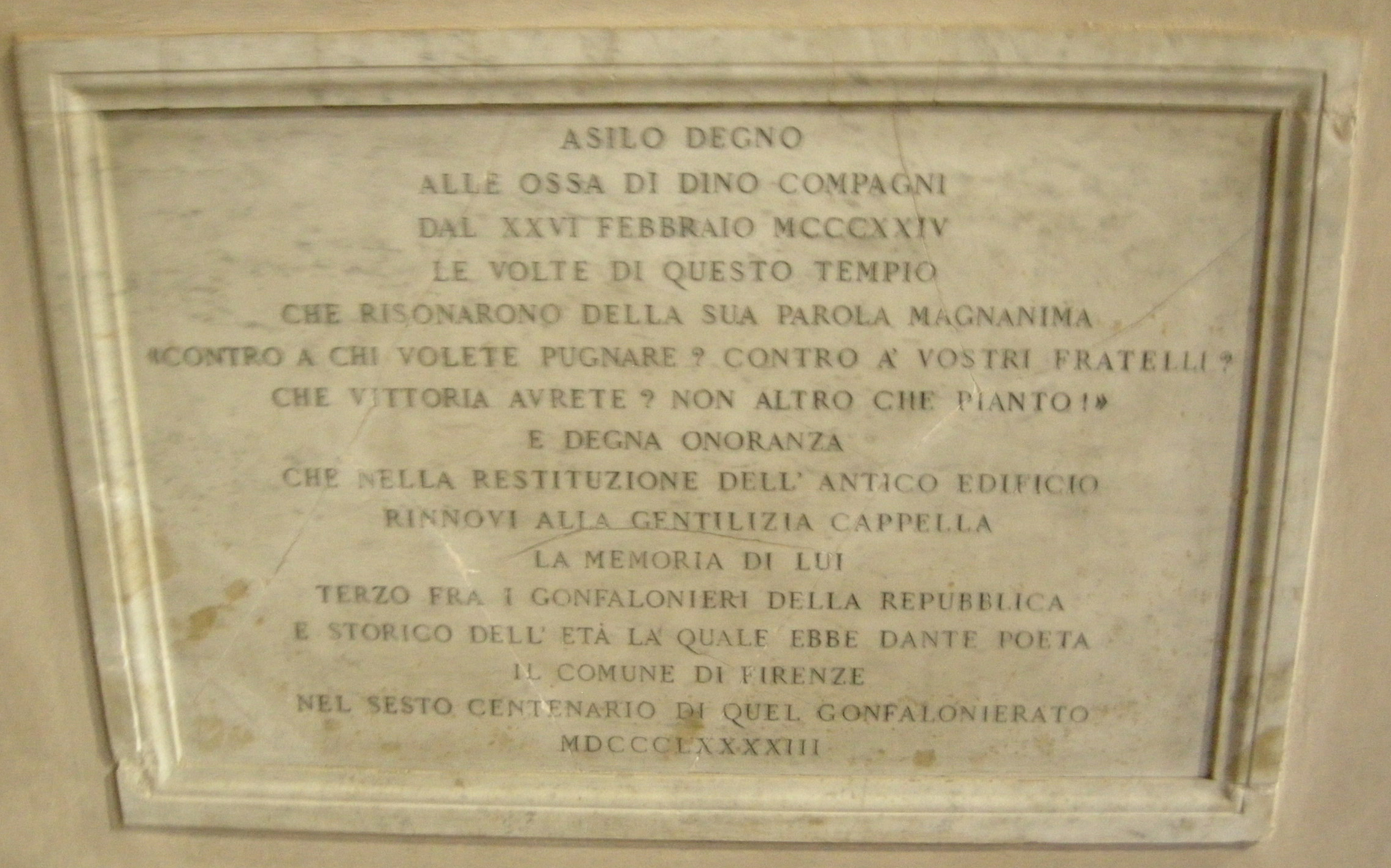
Lapide di Dino Compagni in Santa Trinita a Firenze.

Dino Compagni nacque intorno al 1246/1247 da una famiglia guelfa che faceva parte del cosiddetto "popolo grasso" fiorentino (la ricca borghesia) e che aveva una posizione di primo piano nell'Arte di Por Santa Maria, trasformatasi poi in Arte della Seta. Egli stesso fu uno dei dirigenti di questa Arte (dal 1282 al 1295 ne fu più volte console). Si schierò contro i nobili a sostegno di Giano della Bella e ricoprì la carica di Gonfaloniere di Giustizia. Caduto Giano della Bella nel 1295, si dovette allontanare per qualche anno dalla vita politica. Vi rientrò nel 1300 appoggiando i Bianchi e la famiglia dei Cerchi, in lotta contro i Neri e la famiglia Donati. 
Dino tenne comunque una posizione equilibrata, simile a quella del più giovane Dante Alighieri, e promosse l'esilio dei capi delle due parti per ottenere una pacificazione della città (in esilio fu mandato anche Guido Cavalcanti). Con l'arrivo di Carlo di Valois a Firenze e la sconfitta dei Bianchi, Dino Compagni, pur evitando l'esilio (essendo stato priore l'anno precedente, non poteva per legge essere condannato), fu costretto a ritirarsi definitivamente dalla vita politica. 

### Cronica delle cose occorrenti ne' tempi suoi
Come Dante, fu preso dall'entusiasmo alla notizia della discesa di Enrico VII in Italia, vedendo in essa l'occasione di una rivincita dei Bianchi e di una soluzione equilibrata dei problemi della città. Concepì allora la Cronica delle cose occorrenti ne' tempi suoi, scritta infatti fra il 1310 e il 1312, e rimasta interrotta quando Enrico VII morì presso Buonconvento. L'interruzione è stata spiegata con il fallimento del progetto di una riscossa dei Bianchi a Firenze e dei ghibellini in generale in Italia. A questo punto l'opera manoscritta, che conteneva duri giudizi su personaggi ancora vivi e potenti, rimase nascosta in casa di Dino (morto nel 1324) e dei suoi discendenti, e fu scoperta solo nella seconda metà del Quattrocento.
Compagni rifiuta il disegno della storia universale e il procedimento annalistico e si concentra sugli anni fra il 1280 e il 1312 e in particolare sulle vicende degli anni 1300-1308, segnati dal conflitto fra Bianchi e Neri e dalla vittoria di questi ultimi e di Carlo di Valois. Egli dichiara di voler testimoniare solo "il vero delle cose certe" rifacendosi a quanto ha direttamente visto e sentito oppure a quanto gli è stato detto da persona degna di fede. Tuttavia la sua Cronica è opera di parte, piena di passioni e di risentimenti morali e politici: l'autore non esita a dichiarare le proprie posizioni attraverso apostrofi ai cittadini o la rappresentazione a tinte fosche e drammatiche delle malvagità degli avversari politici e del loro capo, Corso Donati. La struttura dell'opera "rivela la continua alternanza tra il resoconto e la riflessione moralistica, tra il fatto oggettivamente narrato e l'addolorato sentenziare in forme di monologo" (Petrocchi). I fatti non vengono indagati nei loro presupposti sociali ed economici o comunque nell'oggettività delle loro cause, ma spiegati come conseguenza di atteggiamenti psicologici e morali dei protagonisti. D'altra parte, la memoria degli avvenimenti è ancora calda e viva, e conferisce alla pagina della Cronica l'immediatezza di un diario.
Il più importante studioso di Dino Compagni fu Isidoro del Lungo, che difese l'autenticità della Cronica da un ampio movimento di studiosi, tra cui il filologo Pietro Fanfani, autore di Dino Compagni vendicato dalla calunnia di scrittore della Cronaca e di altri numerosi scritti, che aveva inteso dimostrarne la falsità.